# Streptocephalus javanensis
Streptocephalus javanensis är en kräftdjursart som beskrevs av Brehm 1955. Streptocephalus javanensis ingår i släktet Streptocephalus och familjen Streptocephalidae. Inga underarter finns listade i Catalogue of Life.